# NGC 7655
NGC 7655 é uma galáxia lenticular (S0) localizada na direcção da constelação de Indus. Possui uma declinação de -68° 01' 39" e uma ascensão recta de 23 horas, 26 minutos e 45,9 segundos.
A galáxia NGC 7655 foi descoberta em 24 de Julho de 1835 por John Herschel.